# 구획위원회 (영국)
선거구획정위원회 (Boundary Commission), 줄여서 구획위원회는 영국의 비부처 공공기관으로, 영국 서민원 (하원)의 선거구와 그 경계를 획정하는 일을 담당한다. 구획위원회는 각 지역구의 인구 및 행정경계 변화 등을 고려해 약 5년마다 권고안을 정부에 제출하는 것을 목표로 한다. 정부가 위원회 최종보고서를 검토해 서민원에 제출하면, 서민원의 토론과 합의를 거쳐 새로운 선거구가 다음 총선에 적용된다.
구획위원회는 영국의 네 구성국별로 설치되어 있으며 그 현황은 다음과 같다.
- 잉글랜드 구획위원회 (Boundary Commission for England)
- 스코틀랜드 구획위원회 (Boundary Commission for Scotland)
- 웨일스 구획위원회 (Boundary Commission for Wales)
- 북아일랜드 구획위원회 (Boundary Commission for Northern Ireland)

각 위원회당 4명의 위원이 활동하며, 3인은 실제 선거구 개편 회의를 담당한다. 공식적으로는 서민원 의장이 각 위원회의 위원장을 맡는 것으로 되어 있지만, 개편 절차상에서 별다른 권한을 행사하지는 않으며, 부위원장으로 법관이 임명된다.

## 같이 보기
- 영국 의회의 선거구